# Anders Flaskager
Anders Flaskager (født 22. maj 1976) er en tidligere dansk fodboldspiller, hvis primære position var på den højre midtbane.

## Spillerkarriere
Flaskager har tidligere optrådt for Vonsild FK og naboklubben Kolding Boldklub.
Midtbanespilleren blev en del af Haderslev FKs førsteholdstrup i 1996, da klubben for første gang i dens historie var at finde i den næstbedste række. Efter en række sæsoner i den næstbedste og tredjebedste række var han med til at spille Haderslev FK op i Superligaen i 1999/2000-sæsonen. Her opnåede han at spille en enkelt sæson (2000/01) med klubben (nu under navnet HFK Sønderjylland) inden holdet rykkede ned i den næstbedste række igen. Under en træningskamp mod Viborg FF i slutningen af februar 2001 blev han ankelskadet og sad ude i en længere periode.
I april 2002 fortsatte fløjspilleren som transferfri karrieren i den nyligt dannede overbygning Kolding FC (placeret i 1. division) efter at være blevet løst fra sin kontrakt med sønderjyderne. Flaskager lavede oprindeligt en tre-årig aftale med divisionskollegaerne, som skulle have haft sportligt virkning fra og med den kommende sommerpause, men dette blev kort tid efter ændret til et øjeblikkeligt skifte grundet enighed blandt alle de involverede parter. Efter forårssæsonens afslutning 2002 endte det dog med en nedrykning for Kolding FC til den tredjebedste fodboldrække.
1. divisionsklubben Herfølge Boldklub lavede den 30. august 2002, kort tid før transfervinduet lukkede, en et-årig aftale med den daværende anfører Flaskager, der på dette tidspunkt var en af Kolding FCs bærende kræfter. Hos Kolding FC var nødsaget til at foretage denne aftale, da klubben dengang var i en række økonomiske vanskeligheder. I denne forbindelse flyttede Flaskager til Sjælland og opgav dermed sit nye job som lærer på en skole i Kolding. Midtbanespilleren opnåede imidlertid ikke meget spilletid (to pokalkampe og en enkelt divisionskamp samt en enkelt scoring) for hærfuglene grundet en del skadesperioder og formåede ikke at spille sig på førsteholdet. Han fik af denne grund ikke forlænget aftalen, da denne udløb den 30. juni 2003.
I sommerpausen 2003 hentede cheftræner Michele Guarini, for den nyoprykkede 1. divisionsklub Fremad Amager, således Flaskager til Amager-klubben på 1½-årig kontrakt. Han fik hurtigt tilspillet sig en fast plads i startopstillingen for amagerkanerne, hvilket resulterede i deltagelse i 43 pokal- og divisionskampe med 4 scoringer til følge over en 1½ årig lang periode. Efter aftalens udløb i vinterpausen 2004/2005 skiftede han tilbage til Kolding FC (i 2. division) og var således med på holdet, der vandt 2. division i 2004/05-sæsonen og fik spillet klubben op i den næstbedste række. Han valgte dog at indstille spillerkarrieren et halvt år efter – ved vinterpausen i 2005/06-sæsonen.
Flaskager, som er læreruddannet ved Haderslev Statsseminarium med linjefag i idræt og biologi og har en master i idræt og velfærd ved Københavns Universitet, er i dag ansat som udviklingskonsulent i Skoleidrættens Udviklingscenter og som adjunkt i idræt ved Haderslev Statsseminarium. Han var ydermere kampagneleder ved CVU Sønderjyllands kampagne "Aktiv rundt i Danmark". Efter sin professionelle karriere har Flaskager spillet på amatørbasis for Kolding Boldklubs hold (Kolding FC's ene moderklub) i Jyllandsserien (pr. 2007).